# Abera Kassa
Abera Kassa Haile (1905 – 21 décembre 1936) est un militaire éthiopien, arrière-arrière petit-fils du negus du Shewa, Sahle Selassie.

## Biographie
Leul Abera Kassa est le deuxième fils du ras Kassa Haile Darge, marié à leult Kebedech Seyoum. Pendant la seconde guerre italo-éthiopienne, Abera Kassa se bat sous le commandement de son père, jusqu'à sa défaite à la seconde bataille du Tembien et l'exil de Kassa Haile.
À partir de l'occupation italienne de l'Éthiopie, Abera s'engage dans la résistance éthiopienne. Vers la fin de juillet 1936, il participe à une offensive sur Addis-Abeba aux côtés de ses frères Wondossen Kassa et Asfawossen Kassa. Après l'échec de cette attaque, il fuit avec ses deux frères afin de ne pas être capturé. Le 21 décembre 1936, ils se rendent aux Italiens après que le ras Hailu Tekle Haimanot, qui s'exprime au nom de Rodolfo Graziani alors gouverneur général de l'Afrique orientale italienne, ait assuré qu'aucun mal ne leur serait fait. Cependant, une fois emprisonnés, les gardes du corps des frères sont désarmés et exécutés sur la place du marché à Fitche.